# Ernst Cramer
Ernst Cramer (28. januar 1913 i Augsburg – 19. januar 2010 i Berlin) var en tysk journalist og bestyrelsesformand i Axel Springer Stiftelsen.
Cramer stammer fra en jødisk familie og hørte til grundlæggerne af Bund Deutsch-Jüdischer Jugend. I 1938 blev han arresteret, og tilbragte seks uger i koncentrationslejren Buchenwald, før han emigrerede til USA i 1939. Hans far Martin Cramer var med til at stifte Augsburger Literarische Gesellschaft.
Efter krigen vendte han tilbage til Tyskland, og var fra 1948 til 1954 stedfortrædende chefredaktør for Die Neue Zeitung. Fra 1954 arbejdede han for United Press, og i 1958 blev han ansat af Axel Springer-forlaget, bl.a. på ny som stedfortrædende chefredaktør, dennegang for Die Welt. Frem til Axel Springers død i 1985 blev Cramer regnet som hans nærmeste rådgiver og medarbejder. Fra 1981 til 1993 var Cramer udgiver af Welt am Sonntag. Han var bestyrelsesmedlem i forlaget fra 1983 til 1999, og fra 1981 bestyrelsesformand i Axel Springer Stiftelsen.